# گیتار هیرو ۲
گیتار هیرو ۲ (انگلیسی: Guitar Hero II) یک بازی ویدئویی در سبک موسیقی ریتم است که توسط هارمونیکس توسعه یافته و به‌وسیلهٔ اکتیویژن و در سال ۲۰۰۶ و در پلت‌فرم‌های ایکس‌باکس ۳۶۰ و پلی‌استیشن ۲ منتشر شده‌است.